# Nguyen Van Cuong II
Ne doit pas être confondu avec Nguyen Van Cuong I.
 (octobre 2013).
Nguyen Van Cuong II est un peintre graffitiste vietnamien, né en 1971.

## Biographie
Élève de Truong Tan à l'École supérieure des Beaux-Arts de Hanoï, Nguyen Van Cuong II fait partie, avec Nguyen Quang Huy et Nguyen Minh Thanh, de la « Triade de Hanoï », revendiquant un emploi nouveau de l'encre et du papier traditionnels.
Dénonçant le règne du dollar et du Karaoké, il fait se confronter brutalement slogans, portraits de Benjamin Franklin et haut-parleurs en des graffitis baroques.